# Conquista de América

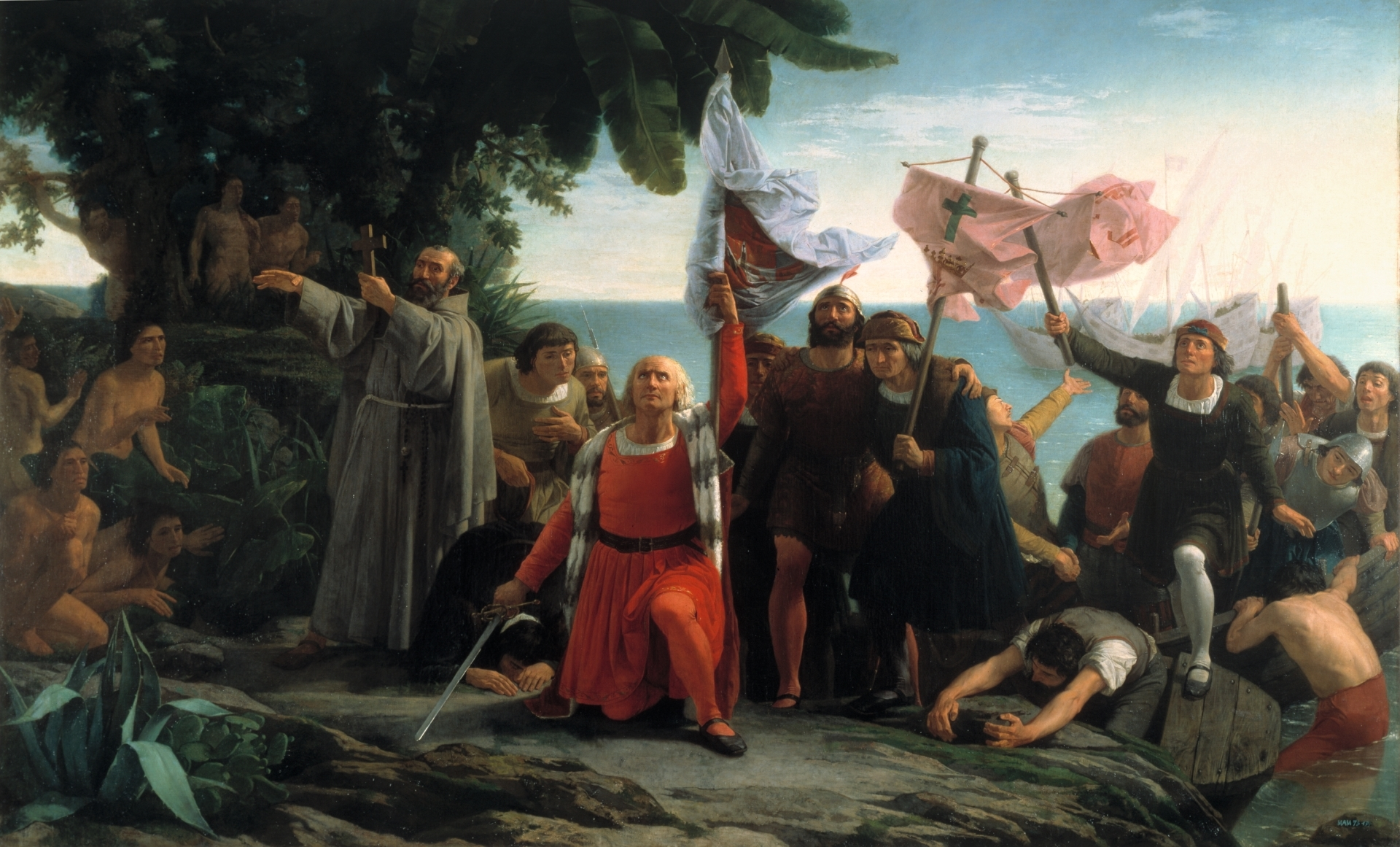
La llegada de Cristóbal Colón al Caribe, en 1492, abrió el camino para que las potencias europeas atlánticas conquistaran amplios territorios del continente americano. Pintura de Dióscoro Puebla (Exposición Nacional de 1862, Medalla de Primera clase).

La conquista de América fue el proceso de Imperialismo y Colonialismo a través de la sucesión de políticas y conflictos militares ocurridos en el continente americano emprendidos por los estados europeos, o en su nombre, con el propósito de incorporar dichos territorios y los indígenas a sus dominios en el caso hispano o de expulsar a los indígenas de sus dominios en el caso anglosajón. Para ello se emplearon voluntarios y mercenarios armados organizados por empresarios militares, que podían emplear huestes reales, y que actuaban en nombre de la corona, generalmente sin que dichas organizaciones formaran parte del ejército del rey.  La exploración, conquista militar y asentamiento del denominado Nuevo Mundo comenzó con Cristóbal Colón en 1492, a favor de Castilla, lo que luego sería Imperio español, y seguidamente la emprendieron otras potencias atlánticas como Portugal, Inglaterra, Francia, Países Bajos o Rusia.
Estos conflictos militares tuvieron su justificación en unas llamadas «causas justas» de la guerra contra los indígenas basadas en las doctrinas del Derecho natural europeo, y cuyos pilares eran la superioridad de los estados europeos, la inobservancia de ley natural por los indígenas, la predicación de la fe religiosa, y la preservación frente a los sacrificios humanos. Este proceso colonial dio lugar a regímenes virreinales y coloniales, que resultaron en un choque cultural de la mayor parte de pueblos indígenas, y su incorporación o desplazamiento ante las potencias conquistadoras.
Las riquezas de América permitieron que toda Europa creciera, no solo España y Portugal. Este proceso dio lugar a la importación de nuevos productos agrícolas en Europa como el tomate, el maíz, la papa o el cacao, productos que tuvieron un gran impacto también en la economía y en los hábitos europeos de otros continentes. Igualmente, la llegada de las variedades agrícolas y diversidades ganaderas de Eurafrasia produjo un cambio en el paisaje productivo y alimentario del continente americano. La introducción de minerales americanos impulsó enormemente la economía europea pero al mismo tiempo creó situaciones de alta inflación. En los siglos posteriores, el oro y la plata desempeñaron una función importante en el nacimiento del capitalismo, principalmente en los Países Bajos, el Reino Unido y Francia. Este fue un proceso casi permanente, ya que algunas sociedades indígenas opusieron una resistencia constante mientras que otras nunca fueron asimiladas completamente.
Por otro lado, América también creció, tanto culturalmente, con la adquisición del idioma español y la religión católica, como con toda una serie de aportes de carácter tecnológicos de la Europa del Renacimiento tanto de conocimientos, como materiales, animales o vegetales ya que los españoles introdujeron en América el ganado bovino, el ovino, caprino y caballar, entre otras muchas especies cultivables, proporcionando todo ello una importante fuente de ingresos económicos a partir del siglo XX.
España fue la que empezó la conquista y descubrimiento de la mayor parte de América, debido a que fue el país que obtuvo el patrocinio para este viaje y hazaña por medio de los Reyes Católicos. Mediante una bula del papa Alejandro VI, se declaró legítima la posesión española de todas las tierras encontradas más allá de trescientas leguas al oeste de las islas Azores. Más tarde, una ligera modificación repartió el continente americano entre las potencias de España y Portugal, lo cual quedaría ratificado en el Tratado de Tordesillas. Sin embargo, otras potencias europeas emprendieron una conquista y colonización en América posteriormente, a menudo compitiendo entre ellas y con los imperios ya existentes. Entre ellas se encuentran: Francia, Holanda, Inglaterra, Rusia e incluso Dinamarca-Noruega y Suecia. 
Algunos pueblos originarios americanos intentaron oponerse a la ocupación de los europeos, con una brecha desde el punto de vista de la tecnología bélica o científica. Las armas y las técnicas de guerra españolas y de las otras potencias europeas eran más avanzadas respecto a las indígenas, aunque no siempre adaptadas al escenario. Los europeos conocían la fundición, la pólvora y contaban con algunos caballos y vehículos y toda una teoría política desarrollada para alcanzar alianzas en la guerra. Los indígenas, en cambio, contaban con una tecnología lítica y carecían de animales de carga, a pesar de ser superiores en número y en conocimiento del territorio sin embargo carecían de cartografía. El establecimiento de alianzas de los capitanes españoles con líderes nativos, fue decisivo para equilibrar el número de combatientes y apoyo logístico. Según Galeano las enfermedades que los europeos llevaron a América —para las cuales los indígenas carecían de defensas— cobraron cientos de miles de vidas y fueron un factor que debilitó los estados indígenas. La historia de este proceso ha sido relatada principalmente desde el punto de vista de los europeos. Salvo en el caso de los mesoamericanos que empleaban representaciones jeroglífico o pictográfico, la gran mayoría de los pueblos indígenas desconocían la escritura. De hecho, los registros de los hechos desde la perspectiva indígena consisten principalmente en relatos recuperados algunos años después por los propios europeos. Se cuenta con ellos en los casos de Nueva España, Perú y Yucatán.

## Antecedentes

### Primer poblamiento de América
La evidencia geológica, arqueológica y genética muestra que el continente americano fue poblado desde el extremo norte de Asia, a través del puente de tierra de Beringia, lo cual ya existía hace milenios, pero que actualmente está sumergido bajo el nivel del mar. Existen evidencias de que el continente americano ya estaba poblado en algunas regiones hace 14 000 años. Sin embargo, no se conoce con precisión la duración y el número de oleadas migratorias desde Asia, aunque sí hay pruebas de que existieron al menos tres oleadas. Por ejemplo, es bien conocido que los pueblos de la familia lingüística esquimo-aleutiana constituyeron la última oleada de inmigrantes que se expandió por la región del ártico.
En cualquier caso, los pueblos americanos muestran una gran diversidad cultural y lingüística, y una cercanía genética menor con los actuales europeos que con las poblaciones de Extremo Oriente. Presumiblemente, los grupos asiáticos de los que proceden los indígenas americanos fueron, posteriormente, desplazados o diezmados por otros grupos.

### Panorama en el continente americano
La conquista de América supuso la ocupación del territorio de algunos pueblos que habitaban en el continente, y que se hallaban en desigual desarrollo cultural. Por ejemplo, existían poblaciones de cazadores-recolectores como los pericúes, guaycuras, cochimíes, o más bien, se podían encontrar culturas más avanzadas con sistemas estatales que se extendían sobre varios centenares. Además, en algunos casos, estas poblaciones ocupaban miles de kilómetros en Mesoamérica, como por ejemplo el Imperio azteca, el Imperio purépecha y los cacicazgos mayas en Yucatán. En América del Sur vivían al centro de Colombia la confederación muisca, y a lo largo de los Andes residía el gran imperio inca (en el siglo anterior había sometido a varios de los reinos y cacicazgos más importantes de la región). En América del norte la confederación iroquesa destacó por mayor grado de organización socioeconómico.
Se han documentado casi 800 lenguas indígenas en América (ver Anexo:Lenguas indígenas de América), aunque muchos grupos desaparecieron antes de que sus lenguas pudieran ser adecuadamente documentadas. No cabe duda de que el número de lenguas y presumiblemente el de los grupos étnicos superaba ampliamente el millar. En la actualidad, se siguen hablando centenares de lenguas indígenas, a pesar de que la mayoría de éstas tienen unos pocos miles de hablantes. De hecho, muy pocas lenguas indígenas superan el medio millón de hablantes (náhuatl, quechua, aimara, guaraní).

### El efímero asentamiento vikingo del ártico canadiense

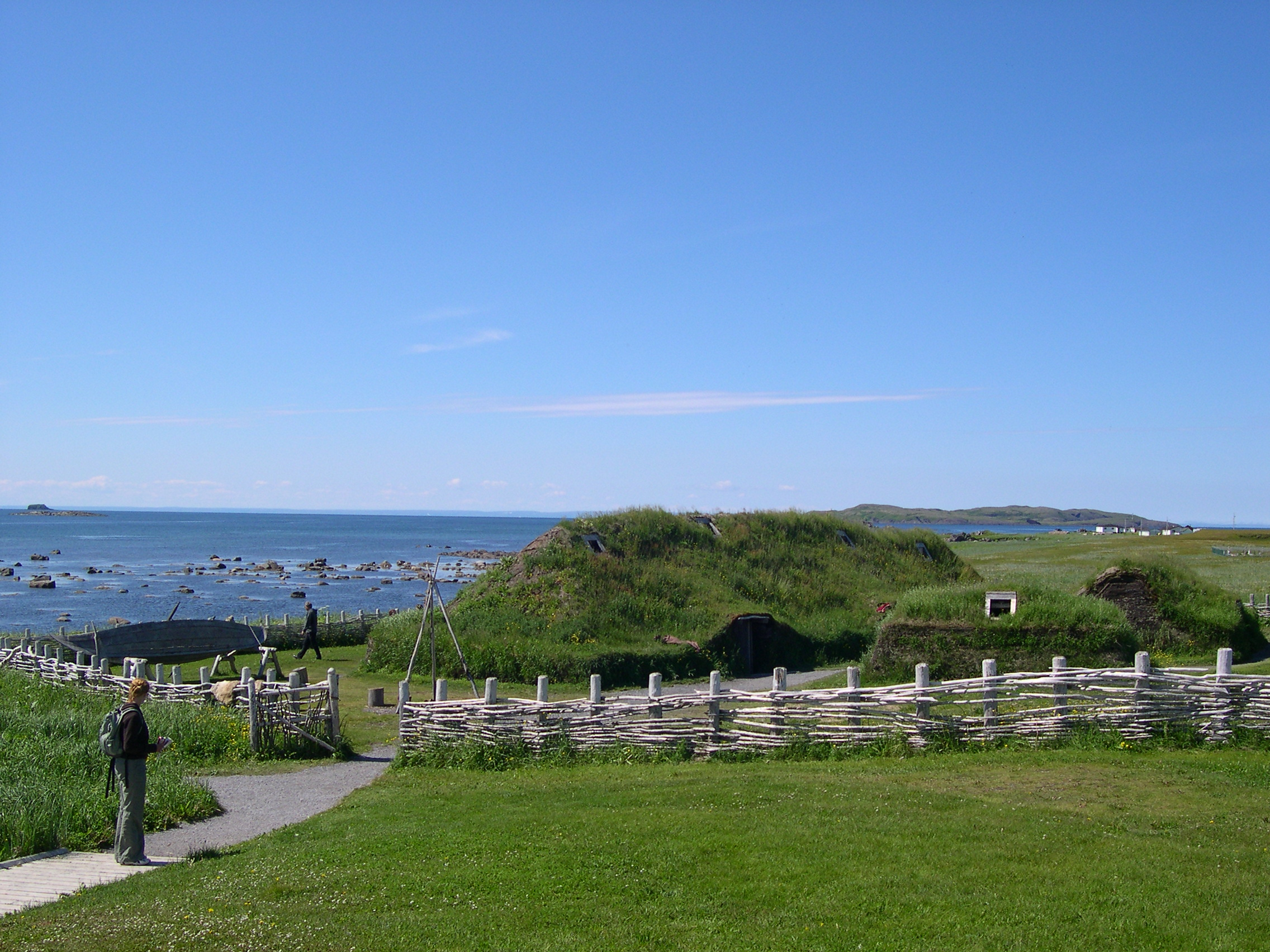
Recreación de una vivienda vikinga en L'Anse aux Meadows (Canadá).

Se deduce que en una isla del Archipiélago ártico canadiense, los vikingos establecieron un asentamiento humano, al que como mucho se da una duración de una década, y que está situado en L'Anse aux Meadows. Se ha demostrado con fechado de radiocarbono que los restos que se han encontrado en aquel lugar se datan entre los años 975 y 1020. El sitio ha sido declarado Patrimonio de la Humanidad por la Unesco. 
Las primeras investigaciones fueron expuestas por el geógrafo francés Conrad Malte-Brun, quien fue primer secretario general de la Sociedad de Geografía (Société de Géographie) en 1821. En ese mismo año, el sacerdote neoleonés, insurgente en la independencia de México, fray Servando Teresa de Mier, en su carta de despedida comunicó a los mexicanos:

... Hallarán también mis paisanos en la Geografía eruditísima de Maltebrun, que se estaba imprimiendo en París el año 1814, pruebas evidentes, de que desde el siglo X hubo en nuestra América colonias (y se saben sus nombres) de dinamarqueses o normandos, irlandeses y escoceses...
 Fray Servando Teresa de Mier, "Carta de despedida a los mexicanos" 1821

Las investigaciones realizadas por el explorador Helge Ingstad y su esposa la arqueóloga Anne Stine, publicadas en su libro El Descubrimiento Vikingo de América: La Excavación del Sitio Norte en L'Anse Aux Meadows, Newfoundland, sugieren que Leif Ericson fue su fundador. En 1964, el Congreso de los Estados Unidos declaró como "Día de Leif Erikson" al 9 de octubre; esta fecha marcó el comienzo de las primeras oleadas de emigrantes de Noruega a Nueva York en 1825, y se estableció en conmemoración a los estadounidenses de origen nórdico y su contribución a los Estados Unidos. En 2007, el presidente de los Estados Unidos George W. Bush declaró en ocasión de la celebración del Día de Leif Ericson que:

Leif Erikson, hijo de Islandia y nieto de Noruega, lideró una tripulación determinada a través del Atlántico más de 1.000 años atrás y convirtiéndose en uno de los primeros europeos conocidos en arribar a Norteamérica.

## Contacto y colonización europea
La presencia de los vikingos en la isla de Terranova, en el extremo norte de América, solo tuvo consecuencias locales y pasó desapercibida para los pueblos autóctonos del continente. Sin embargo, el contacto con los europeos establecido a partir de los viajes de Cristóbal Colón, tendría un impacto enorme y permanente sobre las culturas americanas y el mundo europeo.

### Los viajes de Cristóbal Colón
El navegante Cristóbal Colón emprendió el viaje de descubrimiento desde Palos de la Frontera (Huelva, España) hacia el oeste. La flota, que estaba bajo su control, constaba de tres embarcaciones: la Santa María, La Niña y La Pinta, que gobernaba bajo la bandera de la corona de Castilla y gracias a las cuales llegó a América el 12 de octubre de 1492. Sin embargo, Colón creyó haber llegado a la costa oriental de Asia, por lo que denominó dichos territorios bajo el nombre de "Las Indias". Esta denominación se difundió en toda América como pasó a Marco Polo con Asia, y a su vez entre los europeos emplearon el nombre de "Indias" y "West Indies" (Indias Occidentales) para indicar las posesiones británicas. Lo mismo pasó con la denominación de "indios" para referirse a los indígenas sin que se hubiera hecho una distinción entre sus culturas, sociedades y miembros.

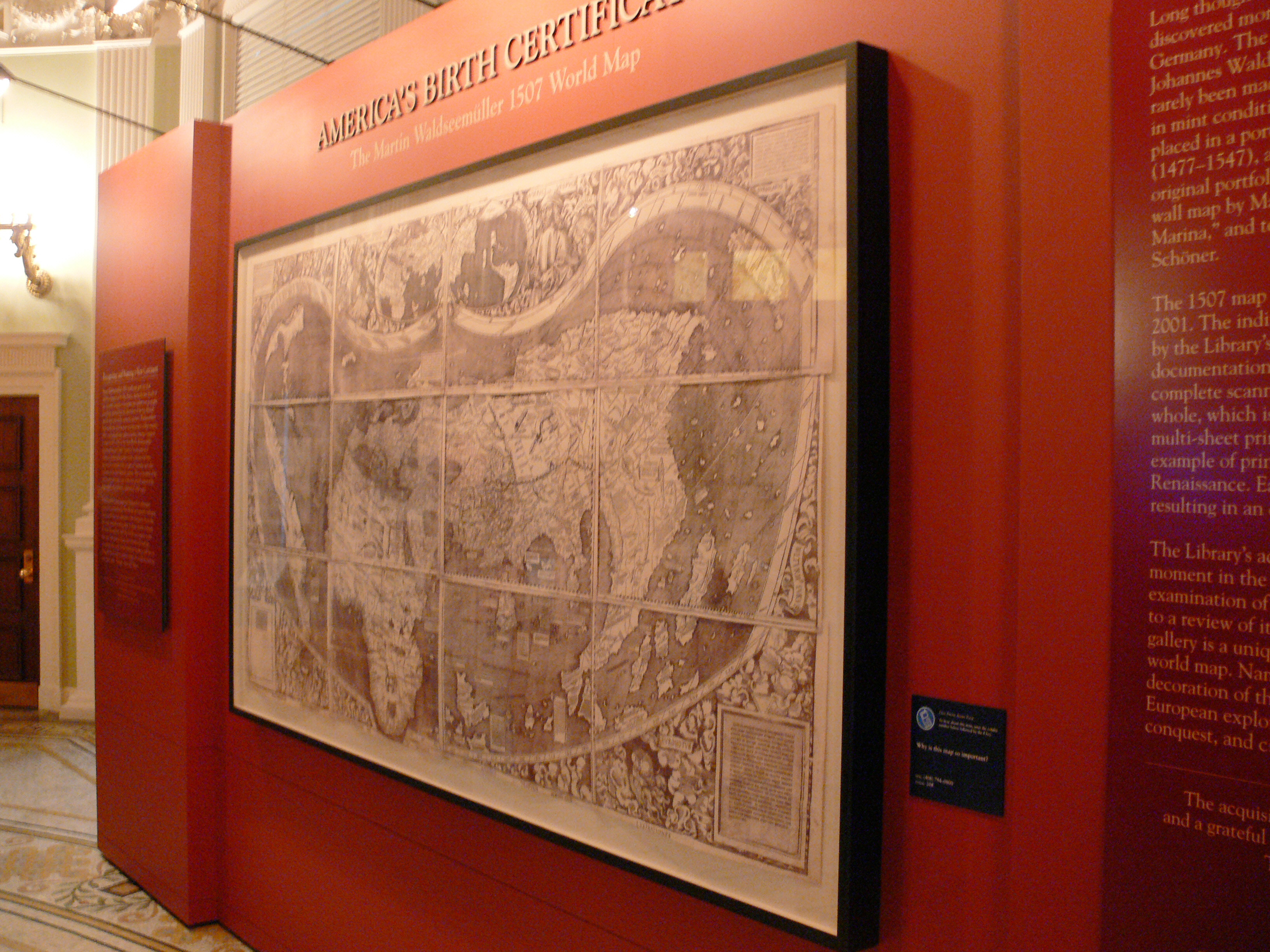
Mapa del alemán Martin Waldseemüller de 1507, quien denomina "America" (sic) a las tierras exploradas por España en el mar Caribe y la costa atlántica del continente americano en el momento de la publicación de la Universalis Cosmographia, antes de los descubrimientos de Balboa (1513). El mapa se encuentra en la Galería de Tesoros de la Biblioteca del Congreso de los Estados Unidos y se le conoce como el Certificado de Nacimiento de América. Las denominaciones "Abya Yala" (mayas), "Cem Anahuac" (aztecas) o Vinland (vikingos) no son equivalentes.

Colón murió sin saber que su descubrimiento de una nueva ruta naval le había hecho llegar a un nuevo continente, y que eso tendría como consecuencia la conquista e incorporación por parte de los europeos de civilizaciones, culturas, sociedades e individuos en el siglo XV. La ocupación de estos territorios y la imposición de las costumbres de Europa se basó en tres argumentaciones principales:
1. "Tierra de Nadie" (res nullius), principio que supuso de hecho y derecho el reparto en ocasiones del territorio entre estados europeos a través de la ocupación, por desconocimiento de la propiedad indígena cuando la hubiese.
2. "Tierras para la cristiandad", principio que llevó a su vez a la decisión de difundir el cristianismo a los habitantes de América, habilitando su conversión en caso de negarse a aceptar esa religión. Por el contrario algunos europeos sostuvieron que «los indios no tenían alma»[19] negando la condición humana de los pueblos originarios.
3. "Derechos de conquista" de los estados europeos sobre las civilizaciones o sociedades nativas que se habían impuesto unas sobre otras, de las riquezas naturales y acumuladas de unos indígenas sobre otros, así como en su caso la imposición de utilizar a los habitantes como mano de obra forzada, y que correspondía a quien dominase el territorio. La obsesión por el oro, simbolizada en la búsqueda de El Dorado, caracterizó una forma de conquista de América basada en el condotiero acaudillando al soldado mercenario, y de uso entonces en los hechos de armas entre europeos.

Cuando volvió de su primera expedición, Colón concedió parte del hallazgo a Juan II de Portugal en 1493. Esto generó una serie de negociaciones entre los reinos de Castilla y Portugal que se resolvieron mediante la intervención del papa Alejandro VI, el cual adjudicó a Castilla los territorios descubiertos por Colón. Además, él impuso la pena de excomunión a cualquier cristiano que viajara a los dominios de Las Indias sin autorización del rey de Castilla (Bulas Alejandrinas), orden que siglos más tarde sería desobedecida por británicos y holandeses (que por otras razones rompieron con la Iglesia católica) así como franceses. Una década después, el navegante al servicio de la monarquía española, Américo Vespucio, describiría que las tierras descubiertas por Colón no se encontraban en Asia, sino en un continente nuevo, desconocido por los europeos de aquella época. Debido a esta tesis, los europeos acabarían llamando "América" al continente recién descubierto.

### Las enfermedades
La mayoría de enfermedades del Viejo Mundo de origen conocido, provienen de África o Asia y fueron introducidas en Europa gradualmente. La viruela se originó en África o Asia,la peste en Asia,el cólera en Asia, la gripe en Asia,la malaria en África y Asia,el sarampión viene de la peste bovina en Asia,la tuberculosis en Asia,la fiebre amarilla en África,la lepra en Asia, la fiebre tifoidea en África,la sífilis en América y África, el herpes en África,el zika en África.
Las enfermedades afroasiáticas formaron un papel central ya que disminuyeron el número de nativos relativo al número de conquistadores, inmigrantes y colonos de Europa y esclavos de África.

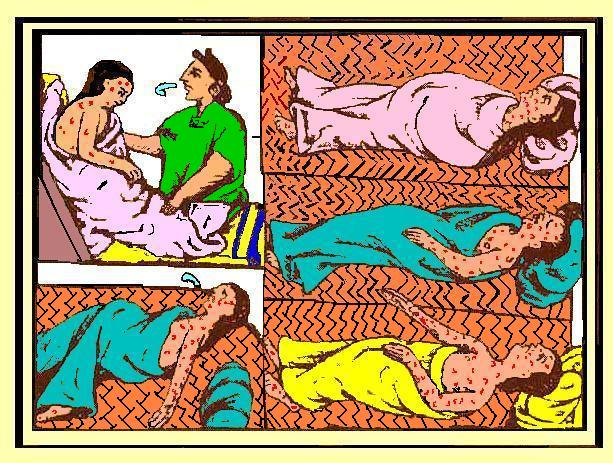
"Epidemia de viruela, Códice Florentino".

### Conquista y colonización
Pasados unos 30 o 50 años, ya existían gobiernos coloniales más o menos establecidos, que controlaban especialmente las áreas antes dominadas por los principales imperios americanos (otras áreas periféricas a ellos tardaron más tiempo en ser efectivamente dominados). Los gobiernos coloniales incorporaron la actividad productiva de las sociedades americanas al comercio mundial, para exportar minerales preciosos y productos agrícolas americanos a Europa. Con el tiempo se desarrolló el mercantilismo, y luego el capitalismo. Sin embargo, el proceso de gestión se llevó a cabo por un mecanismo de concesiones privadas que, debido a su independencia, no terminaba de agradar a Felipe II. En 1495, los Reyes Católicos prohibieron la esclavitud de los nativos, pero Inglaterra y otras potencias impusieron sistemas de servidumbre a los indígenas, y un extendido régimen esclavista (propio de las civilizaciones americanas, asiáticas, europeas y africanas), que se alimentó del secuestro de personas en África y su traslado forzoso a América. Desde el inicio del asentamiento español en América, se crearon leyes para la protección de los habitantes indígenas, las primeras de la historia, un concepto inaudito para esa época histórica. El papa Paulo III en 1537, también, promulgó la bula Sublimus Dei, donde establecía el derecho a la libertad de los indígenas, y su prohibición de esclavizarlos (el mismo papa confirmó en 1548 el derecho a tener esclavos, incluso por miembros de la iglesia, pero reafirmó que los «indios» no lo eran, por lo que tenían derecho a ser libres). Tanto los papas como los reyes de España, se oponían a reducir a los nativos a la esclavitud. El Libro VI, Título II, de las Leyes de Indias de 1525, decía:

En conformidad de lo que está dispuesto sobre la Libertad de los Indios, es Nuestra Voluntad y mandamos, que ningún Adelantado, Governador, Capitán, Alcalde, ni otra persona de cualquier estado, dignidad, oficio, que sea en tiempo y ocasión de paz o guerra, aunque justa ... sea osado de cautivar indios naturales de nuestras Indias, Islas y Tierra Firme del Mar Océano ... ni tenerlos por esclavos ... o los matar, prender o cautivar excepto en los casos y nociones que por las leyes de este título estuviere dispuesto y permitido. Por cuanto todas las licencias y declaraciones hasta hoy hechas que en estas leyes no estuvieran recopiladas o las que se dieren o hicieren, no siendo dadas ni hechas por Nos expresamente, las revocamos y suspendemos, en lo que toca a cautivar o hacer esclavos a los Indios en guerra, aunque sea justa ... Y asimismo mandamos que ninguna persona en guerra ni fuera de ella, pueda tomar, aprehender ni ocupar, vender ni cambiar por esclavo a ningún Indio, ni tenerle por tal...

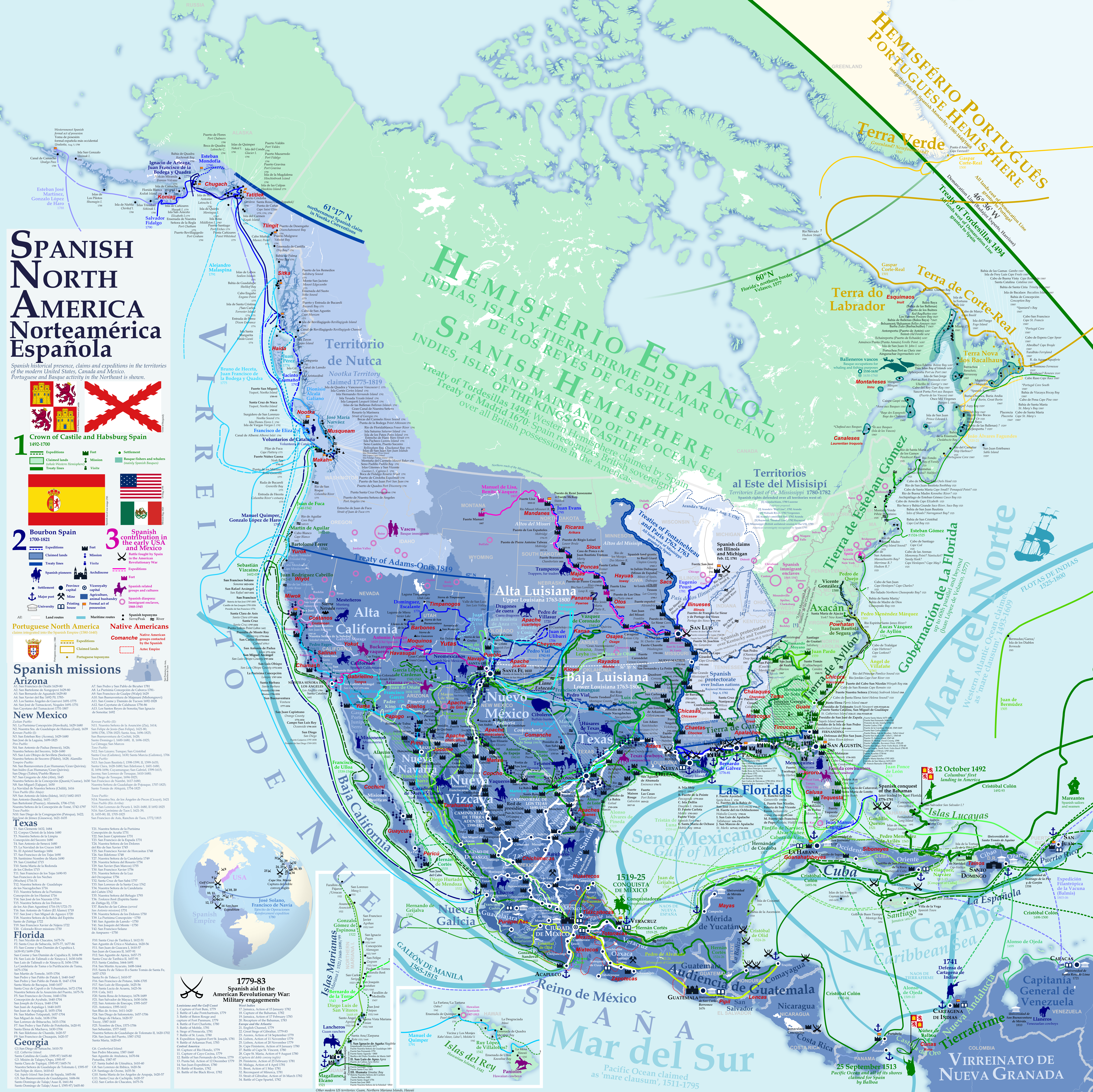
Presencia histórica española, territorios reclamados, puntos de interés y expediciones en Norteamérica.

No obstante, hubo otras instituciones que ofrecieron la mano de obra nativa necesitada para distintos trabajos y explotaciones agrícolas; el yanaconazgo y la encomienda, aunque algunos abusos hicieron que se limitaran, dando lugar a la importación de esclavos negros de África. En las colonias de España, se estableció un sistema de castas que imponía un rol social. 
Después de las guerras de independencia hispanoamericanas, algunas de las constituciones de las naciones que se independizaron abolieron la esclavitud, siguiendo el ejemplo teórico de Francia[cita requerida], mientras que otras como la de Argentina promovían la ocupación de europeos en los territorios poblados por indígenas. En otros países americanos, como el Reino de Brasil y los Estados Unidos, la esclavitud continuó hasta la segunda mitad del siglo XIX.
La conquista de América impuso las características de la cultura de Europa: propuso el uso de lenguas europeas (principalmente español, inglés, portugués y francés), extendió la escritura y la economía mercantil, convirtió a la población al cristianismo (en la península ibérica ese proceso se produjo a través de lo que se denominó evangelización, derivada de la misión de salvación de los indígenas que el papa Alejandro VI impuso a las monarquías ibéricas). Todo eso sirvió para eliminar las variadas formas de sincretismo en las que persistían las religiones precolombinas y africanas, para imponer la cristiandad. Otro aspecto de la colonización afecta a los sacrificios humanos que, según Bartolomé de las Casas, practicaban los aztecas, aunque se supone que fue previo a la llegada de los mismos, y los totonacos.
La conquista europea se realizó a partir de enclaves urbanos, sin embargo en amplias áreas del continente que no poseían el grado de civilización de los aztecas o incas, no penetró o fue rechazada. Así, varios pueblos originarios mantuvieron el dominio sobre vastos territorios hasta finales del siglo XVIII o del siglo XIX, cuando sufrieron una nueva ola de conquista por parte de los estados americanos independizados. Entre dichos encontramos: la Patagonia, la llanura pampeana, el Gran Chaco, el Mato Grosso, la Región Amazónica, la Región del Darién, las grandes llanuras del oeste norteamericano y Alaska, territorios que permanecieron bajo el dominio de naciones como los mapuche, het, ranquel, wichí, qom, algonquina, hopi, comanche, inuit y otros. 
Algunos pueblos indígenas, llamados salvajes en el siglo XIX por los gobiernos nacionales de algunos países como Argentina, Brasil, Estados Unidos, Uruguay, Chile, o denominados indios por otras instituciones, padecieron acciones de guerra por parte de estados nacionales independientes de América y sus fuerzas armadas a lo largo de los siglos XIX y XX. Este proceso ha sido denunciado como genocidio aunque los gobiernos conquistadores lo han considerado como "acción civilizatoria" o "pacificadora".[cita requerida] Algunos estados independientes como Argentina, Chile y los Estados Unidos, llevaron adelante acciones de exploración, apropiación y conquista para ocupar territorios indígenas en diferente estadios de desarrollo; algunos estudiosos sostienen que en dichas acciones estos países emplearon políticas de limpieza étnica y de genocidio, mientras que otros como Juan José Cresto, quien fuera  presidente de la Academia Argentina de la Historia, lo niegan. En el siglo XX también, algunas naciones americanas impulsaron políticas racistas contra indígenas, afroamericanos y sus descendientes como reflejo de una doctrina racista biológica pseudocientífica, aunque hay estudiosos que no lo admiten. 
Si bien es clara la fecha de inicio de la conquista de América (1492), la de finalización no lo es. En el caso español, en 1570 un decreto del rey Felipe II prohibió que los actos de conquista se llamaran de esta manera, y exigió que se denominaran bajo el nombre de actos de pacificación.[cita requerida] Más allá de las cuestiones terminológicas, se puede decir que la conquista de América terminó gracias al proceso de emancipación iniciado con la independencia estadounidense en 1776, y con la siguiente creación de estados independientes y soberanos que se extendió a lo largo de los siglos XIX y XX. La última nación en independizarse de una potencia europea fue Belice en 1981, a pesar de que permanecieron algunos enclaves coloniales.

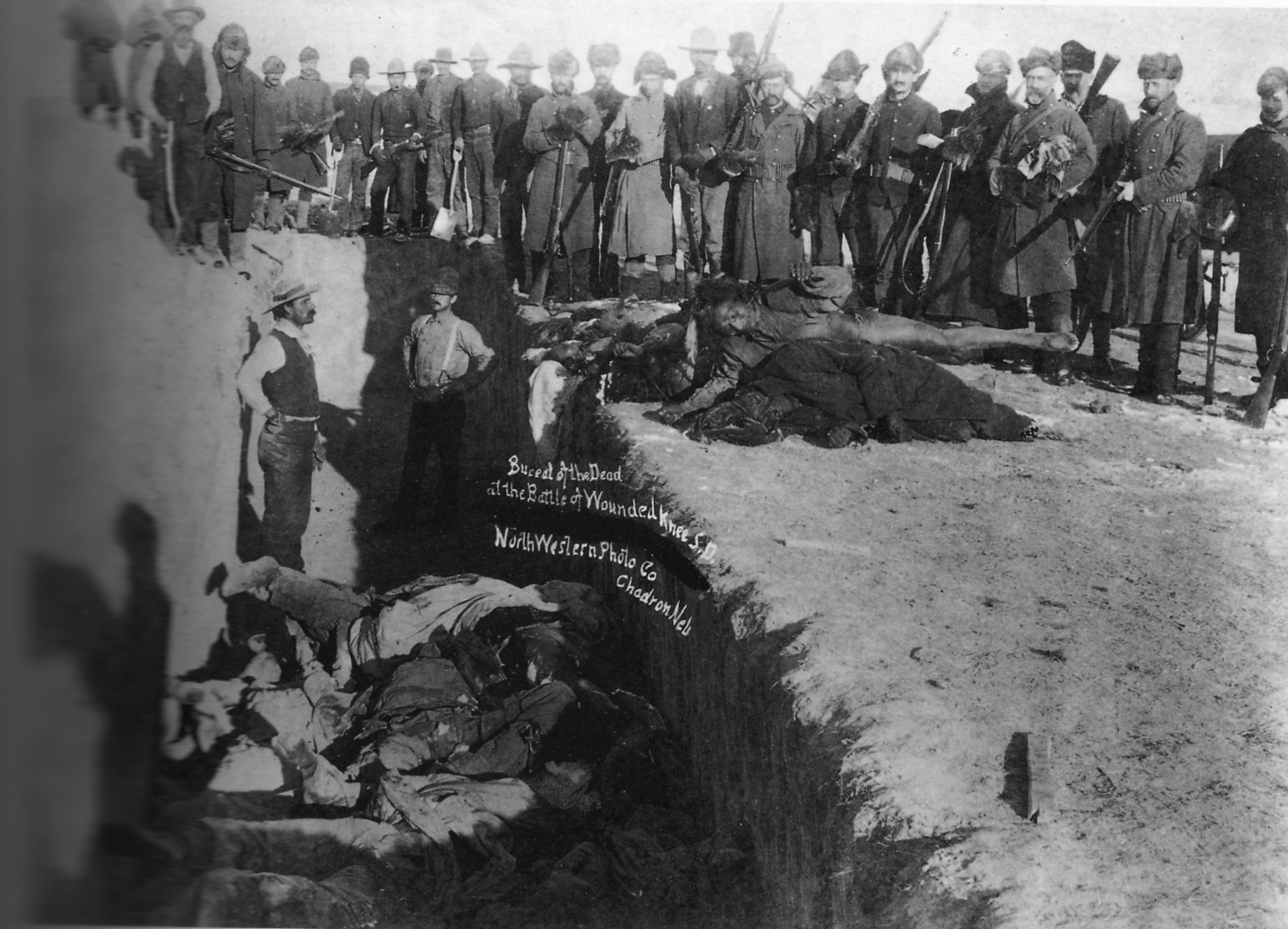
Fotografía de la Masacre de Wounded Knee, durante la expansión estadounidense hacia el oeste ocurrida en el.

#### La conquista después de la conquista
Los procesos de conquista de pueblos originarios continuaron en los países ya independizados de América. Destacan la Conquista del Oeste  empezada por los Estados Unidos, y las denominadas Conquista del Desierto y Pacificación de la Araucanía en Argentina y Chile, mediante las cuales se conquistaron las tierras y se sometió al pueblo Mapuche. Igualmente, en países como Colombia, Venezuela, Brasil y Perú se registraron casos de colonos blancos que desposeían a los pueblos aborígenes de sus territorios de manera violenta o por medio de negocios no claros.[cita requerida]
México, tras proclamar su independencia, aceleró el proceso de conquista de los territorios pertenecientes a las naciones indígenas que quedaron dentro de sus fronteras.

Para conformar una nación moderna y capitalista, los gobiernos liberales comenzaron por desconocer legalmente todas las corporaciones, incluyendo a la Iglesia, pero también las comunidades indígenas, a las que les negaron su derecho de propiedad. Así fue como, bajo el gobierno independiente mexicano, los pueblos indígenas de México perdieron el derecho a la tierra que el régimen colonial español les había respetado.” “Los Pueblos Indígenas de México. Pueblos Indígenas del México Contemporáneo”

Una especial virulencia alcanzó la lucha contra los apaches, calificada por algún autor como una guerra de exterminio, y que llevó al jefe apache Gerónimo a pronunciar estas palabras poco antes de morir:

Yo mismo maté a muchos mexicanos. No sé cuántos exactamente porque muchas veces no los contaba. Algunos no valía la pena contarlos, esa es la verdad. Ha pasado mucho tiempo pero sigo sin querer a los mexicanos. Conmigo siempre se han mostrado desleales y criminales. Estoy viejo ahora, y nunca más volveré a tomar el sendero de la guerra, pero si fuera joven y pudiera tomar el sendero de la guerra, me iría derecho hasta México.
 Martha Delfin Guillaumin, “Los apaches, un pueblo originario casi olvidado en México”

Uruguay, al poco de su independencia, conquistó los territorios de sus indígenas y resolvió el problema de una manera radical, exterminando los últimos núcleos que no se habían adaptado. El gobierno independiente de Uruguay realizó el exterminio sistemático y deliberado de los amerindios, y planificó, de manera especial, la eliminación de las tribus charrúas, “poseedoras desde la edad remota de la más bella porción del territorio de la República”. De hecho, el 11 (o el 10, según la fuente) de abril de 1831 concentraron, bajo engaño, a un gran número de caciques y guerreros charrúas en un lugar llamado Salsipuedes, y cuando los tuvieron rodeados, los soldados gubernamentales, a las órdenes del general Rivera, abrieron fuego sobre ellos aniquilando a la mayoría. Los que lograron escapar de la matanza de Salsipuedes fueron perseguidos por el ejército que no cejó hasta asesinar a todos. Tras la masacre, las mujeres y los niños hijos fueron repartidos como esclavos entre las familias adineradas de Montevideo (a cuatro de los sobrevivientes los enviaron a París, donde fueron exhibidos por las calles como los últimos ejemplares de una etnia en extinción; tres de ellos murieron allí, mientras que el cuarto consiguió huir). Por fin, el territorio más rico del Uruguay fue definitivamente conquistado y los charrúas desaparecieron con el Uruguay independiente.
La organización continental de los pueblos indoamericanos continúa denunciando los procesos de conquista como no respetuosos de los derechos humanos. La elección de Evo Morales como presidente de Bolivia en 2006, primer presidente de un país americano perteneciente a un movimiento indígena, ha sido presentado por sus seguidores como la primera oportunidad para desmontar el matiz étnico-colonial subsistente de los Estados americanos.

## Consecuencias
Las consecuencias que destacan por su importancia en la conquista de América son:
- Desaparición de los sistemas políticos y también organizativos de los pueblos indígenas (aunque en cada región ocurrió en momentos diferentes).
- Desaparición de numerosas lenguas autóctonas y la casi extinción de otras. Las lenguas indígenas pasaron a un segundo plano, si bien este proceso tardó casi tres siglos, y se impusieron definitivamente los idiomas europeos (pasaron a ser hegemónicos en todos los países americanos).
- Destrucción de obras culturales de los pueblos originarios (textos, obras de arte, religiones, templos, ciudades, obras artesanales, monumentos, etc.).[cita requerida]
- Desprecio y estigmatización de las culturas originarias, por lo que entre muchos intelectuales europeos se consolida en eurocentrismo.
- Subordinación de los pueblos originarios: los colonizadores españoles atribuyeron a los indígenas la categoría de "encomendados", [cita requerida]
- La esclavitud y el trabajo forzado: existían pueblos aborígenes que practicaban la esclavitud y los conquistadores la establecieron de la misma manera.[cita requerida]
- Sin embargo, algunas culturas del Nuevo Mundo conservaron la propia identidad y aumentaron el número de habitantes mientras que otras desaparecieron debido a enfermedades infecciosas, llevadas por los europeos y por las que los indígenas carecían de defensas.[cita requerida]
- La conquista entabló nuevas vías de comunicación y transporte, sobre todo marítimas entre Europa y América. Esto llevó a la creación de numerosos puertos oceánicos y fluviales en el continente americano. La ruta de estas vías fue establecida por razones mercantiles, en relación con los bienes que se extraían en América para ser llevados a Europa. Principalmente, lo que se exportaba era oro, plata y alimentos, así como la importación de manufacturas desde Europa y esclavos desde África.[cita requerida]
- Inicio de la mundialización y aparición del comercio transatlántico.
- El maíz, la patata, el cacao y el tomate tuvieron un impacto importante en la alimentación del resto del mundo así como el café y la caña de azúcar. En muchas regiones el uso del maíz y de la patata permitió la supervivencia de poblaciones significativas como en la China Ming.
- Por su parte, los colonizadores aportaron varios tipos de cultivos que no existían en América: olivo, almendra, arroz, café, caña de azúcar y trigo. Introdujeron también animales de granja y de carga, como el caballo, la vaca, el asno, el buey, y la oveja, y el uso de tecnología agrícola, como la carreta con rueda, desconocida por los nativos americanos.[61]

### Relaciones entre los indígenas y los conquistadores
En general, el conflicto social marcó la mayoría de las relaciones entre conquistadores y pueblos indígenas. Sin embargo, cuando los grupos europeos llegaron por primera vez, dado que constituían una exigua minoría, las relaciones fueron, en muchos casos, amistosas.
De hecho, en la colonia encabezada por William Penn (lo que más tarde serían los estados de Pensilvania y Delaware) inicialmente se mantuvieron relaciones pacíficas y de amistad con los indígenas. Además, en México y Perú las mujeres pertenecientes a la antigua nobleza formaron frecuentemente matrimonios mixtos con los conquistadores, y parte de la intelligentsia indígena estaba aliada a los colonizadores que mantenían algunos de sus privilegios. En la costa de Brasil, la escasez de mujeres llevó a muchos hombres portugueses a casarse con mujeres indígenas, por lo que las línguas gerais (língua geral paulista y Ñe'engatú), formas adaptadas de lenguas indígenas tupíes, fueron las lenguas predominantes de la población colonial, hasta que el rey de Portugual trató de marginarlas en favor del portugués de la metrópoli.

### El colapso demográfico
Durante la conquista de América se produjo un colapso demográfico de la población indígena. Todavía se deben aclarar las razones, puesto que hay quien lo atribuye a las enfermedades epidémicas traídas por los colonizadores europeos, y quien sostiene que se trató de un genocidio como la Federación Pijao en Colombia.
Algunos autores piensan que la derrota de las civilizaciones americanas se debe a la introducción de enfermedades e infecciones inexistentes en América hasta ese momento, para las que los pueblos originarios carecían de defensas biológicas adecuadas. El investigador estadounidense H. F. Dobyns ha calculado que un 95 % de la población total de América murió en los primeros 130 años después de la llegada de Colón. Por su parte, Cook y Borak, de la Universidad de Berkeley, establecieron después de años de investigación, que en 1518 la población en México disminuyó de 25,2 millones a 700 mil personas en 1623, menos del 3 % de la población original. En 1492, España y Portugal juntas no superaban los 10 millones de personas. No obstante,este estudio ha recibido críticas, algunas de las cuales tienden a contradecir lo que se afirma en él.
El colapso demográfico de la población original de América fue, según algunos autores, la causa esencial de su derrota militar como ocurrió a los ambigues en Colombia. Steven Katz ha afirmado al respecto:

Muy probablemente se trata del mayor desastre demográfico de la historia: la despoblación del Nuevo Mundo, con todo su terror, con toda su muerte.

Lo mismo sucedió con el Imperio inca, derrotado por Francisco Pizarro en 1531. La primera epidemia de viruela fue en 1529 y mató entre otros al Emperador Huayna Cápac, padre de Atahualpa. Nuevas epidemias de viruela se declararon en 1533, 1535, 1558 y 1565, así como de tifus en 1546, gripe en 1558, difteria en 1614 y sarampión en 1618. Dobyns estimó que el 90 % de la población del Imperio inca murió en esas epidemias. En Norteamérica la cultura misisipiana colapsó aparentemente poco después de la expedición de Hernando de Soto; él transcurrió meses con sus tropas en el actual territorio de Estados Unidos y se piensa que pudo transmitir enfermedades contagiosas a los pueblos indígenas.
Sin embargo, algunas batallas de la conquista de América contradicen el planteamiento ucrónico que se expone más arriba. Así, antes de que la epidemia de viruela llegara a Tenochtitlán, los aztecas y sus aliados fueron vencidos en la batalla de Otumba por un contingente de españoles y aliados amerindios muy inferior en número y en condiciones físicas lamentables tras sufrir la derrota de la Noche Triste. Y en la batalla de Cajamarca, en la que se produjo la captura de Atahualpa, decisiva para la caída del Tahuantinsuyo, tampoco las epidemias tuvieron incidencia alguna. Aquel 16 de noviembre de 1532 el Inca no estaba enfermo, ni lo estaban los nobles que le acompañaban, ni los soldados (entre 6000 y 10000) que debían protegerles pero que huyeron ante la celada diseñada por Pizarro y sus soldados (168 hombres en total).

## Debate sobre la destrucción de las culturas originarias
Mira, Malinche, que esta ciudad está de mala manera porque sabemos que esta noche han sacrificado a su ídolo, que es el de la guerra, siete personas, y los cinco de ellos son niños, para que les de victoria sobre vosotros.

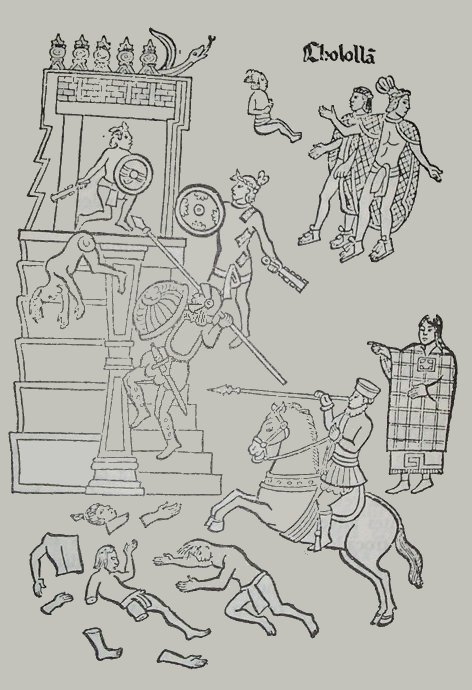
Lienzo de Tlaxcala (1552). La Matanza de Cholula. Algunos sectores sostienen que estos cuadros callan los crímenes perpetrados por los nativos como los sacrificios humanos y el canibalismo. Los conquistadores prohibieron este tipo de prácticas a los pueblos indígenas. Como argumento citan el relato de Bernal Díaz del Castillo, cronista de los conquistadores, quien cuenta que poco antes de la Matanza de Cholula, los aliados tlaxcaltecas le habrían dicho a la esclava-amante de Cortés: Mira, Malinche, que esta ciudad está de mala manera porque sabemos que esta noche han sacrificado a su ídolo, que es el de la guerra, siete personas, y los cinco de ellos son niños, para que les de victoria sobre vosotros. En sentido contrario otros sectores sostienen que los conquistadores demonizaron a los indígenas, creando una leyenda negra con el fin de facilitar el genocidio y explotación de todos los pueblos indígenas.

A lo largo del tiempo se ha debatido en cuanto a las consecuencias de la conquista española de América, por lo que se han expresado diversos puntos de vista:
- Acto civilizador: esta posición afirma que la conquista produjo un resultado civilizador por los avances y los conocimientos que introdujo en América, y que permitió también cristianizar a los indígenas, lo cual mejoró su moralidad y calidad de vida. Esta postura rechaza que la conquista europea, como la de los estados americanos independientes, hayan causado directamente un descenso significativo de la población indígena.
- Acto civilizador de una determinada potencia: como variación de la postura anterior, ciertos sectores sostienen que algunos países actuaron de manera humanitaria al conquistar a los indígenas, mientras que otros llegaron a causar genocidios.
- Genocidio prolongado cometido por las potencias coloniales europeas y los estados americanos: la Cumbre de los Pueblos Indígenas de América considera que la conquista realizada por todas las potencias europeas fue un genocidio físico y cultural y que esta matanza continuó con los estados americanos.
- Genocidio realizado solo por los españoles: en particular, suelen apoyar esta posición algunos anglosajones y puede que sea relacionada con la leyenda negra antiespañola, impulsada principalmente por Gran Bretaña cuando luchaba con el Imperio español por el poder en América.
- Genocidio de los estados nacionales: sin embargo, existen pensadores que niegan que las potencias europeas hayan causado un genocidio indígena, pero al mismo tiempo, sostienen que algunos de los estados nacionales americanos independizados, cometieron genocidios al conquistar territorios indígenas.
- Posiciones intermedias: existen numerosas posiciones intermedias que consideran que existieron excesos y abusos, pero que no alcanzaron la magnitud de un genocidio.

La Cumbre de los Pueblos Indígenas de América sostiene que la acción de los conquistadores europeos no solo causó uno de los genocidios más grandes de la historia, lo cual destruyó cientos de culturas y estableció un sistema permanente de opresión y explotación, sino que también el genocidio y la explotación continuaron con los estados nacionales sucesores de las potencias coloniales. En ese sentido, el Primer Encuentro Continental de Pueblos Indios, reunidos en Quito en 1990 expresó en la Declaración de Quito:

Los Indios de América no hemos abandonado jamás nuestra constante lucha contra las condiciones de opresión, discriminación y explotación que se nos impuso a raíz de la invasión europea a nuestros territorios ancestrales.

Según algunos historiadores, se ignoraría la misma situación de opresión y explotación a la que estaban sometidos muchos pueblos precolombinos, y los mismos habitantes de reinos indígenas por sus caciques o señores. También, se desconocerían los conflictos y las guerras entre pueblos indígenas existentes antes de la conquista.
La Cumbre Continental de Pueblos y Organizaciones Indígenas del Continente de Abya Yala, reunidos en Mar del Plata en 2005, declaró:

Nosotros, los Pueblos y Organizaciones Indígenas del Continente de Abya Yala —América— reunidos en territorio ancestral del Pueblo Mapuche, Mar del Plata, Argentina, del dos al cuatro de noviembre, primeramente invocamos, la cosmovisión de nuestros mayores y siguiendo el camino trazado por ellos, en un marco de unidad y armonía entre nosotros y con nuestra madre naturaleza, damos las siguientes palabras.

Que, esta Cumbre Continental Indígena en Mar del Plata 2005, es la continuación de 1990 en el Encuentro Continental Indígena. El Segundo Encuentro Continental de un proceso de Unión Continental del Águila y el Cóndor, iniciado en Quito.

Que somos los representantes de más de 50 millones de mujeres y hombres indígenas del continente y somos Pueblos preexistentes a la creación de los actuales Estados, por lo que ejercemos y reclamamos el reconocimiento de nuestro derecho a la libre determinación como Pueblos, a fin de decidir nuestra organización política y nuestro propio desarrollo económico, social y cultural.

Que los Pueblos Indígenas hemos sido víctimas por quinientos trece años de un proceso de genocidio, colonización y discriminación producto de ideologías y políticas imperiales, mismas que han violado nuestros derechos fundamentales. Cualquier diálogo entre Pueblos Indígenas, el Estado y la Sociedad, debe tomar en cuenta la naturaleza colectiva e histórica de estos derechos.

De todos modos, según ciertos[¿quién?] historiadores, la posición indigenista moderna tiende a idealizar la situación de supuesta paz y prosperidad existente en el periodo anterior a la llegada de los europeos, por lo que las guerras, la esclavitud, y las prácticas como sacrificios humanos demuestran que la vida de los habitantes precolombinos no estaba exenta de gran dureza y crueldad. Sin embargo, la Cumbre de los Pueblos Indígenas de América presentó a las Naciones Unidas una Carta de la Tierra de los Pueblos Indígenas que proclamaba la imprescriptibilidad de los derechos de los pueblos indígenas y el derecho a la autodeterminación, y exigía la reforma de la Convención de las Naciones Unidas contra el Genocidio con el fin de incluir «las numerosas formas de genocidio de pueblos indígenas», en particular el «genocidio cultural».
En América Latina, es cierto que una considerable cantidad de intelectuales y fuerzas políticas así como muchos países como Venezuela o Bolivia han adoptado la versión donde se declara que la obra de conquista de América fue en serio una matanza. En Europa y parte de Norteamérica es más habitual que los funcionarios oficiales, la opinión pública, los intelectuales y las organizaciones políticas y sociales no consideren que la conquista de América haya constituido un genocidio, en términos generales.
No obstante, algunos pensadores[¿quién?] de Estados Unidos, Gran Bretaña, Holanda, Bélgica, Alemania, Francia, Suecia y Noruega sostienen que la acción de los conquistadores españoles en América fue bárbara y constituyó un genocidio. Al contrario, otros[¿quién?] han criticado esas afirmaciones como exageradas (llegando incluso a considerarlas como una conspiración), impulsada principalmente por británicos y franceses para crear una leyenda negra contra España. Algunos historiadores[¿quién?] sostienen que naciones como Gran Bretaña, Estados Unidos, Argentina, Brasil y Chile, habrían realizado genocidios al conquistar las tierras de los indígenas americanos que ocupaban sus actuales territorios. En general puede decirse que, en los procesos de conquista de los territorios indígenas en América, en las diversas épocas, varios sectores[¿quién?] e investigadores[¿quién?] continúan a denunciar la existencia de genocidios, mientras que otros[¿quién?] consideran exageradas dichas denuncias, por lo que en algunos casos se trata de mitos o leyendas negras.[cita requerida]
Ejemplos de esta segunda visión es la opinión de María Saavedra, profesora de la Universidad CEU San Pablo de España, que considera que el movimiento indigenista es un invento de la izquierda y opina lo siguiente:

Hablar de genocidio para referirse a la actitud que los españoles adoptaron con los nativos americanos es, cuanto menos, un error de conocimiento histórico. Un genocidio implica la voluntad de acabar con un pueblo borrando en la medida de lo posible su rastro sobre la tierra. Y si tuviéramos que hablar en términos de intereses, esto estaría muy lejos de los objetivos de la Corona española en América. Pero es que, además, el español demostró con su conducta que no le interesaba en absoluto arrancar del continente americano a su población nativa. ¿Para qué entonces crear escuelas, colegios y muy pronto Universidades? Recordemos la temprana fecha de fundación de la Universidad de Santo Domingo (1538), seguida muy pronto por las de Lima y México. O la de San Francisco Xavier de Chuquisaca, en Bolivia, creada en 1624. Pero la razón más importante es que la Corona impulsa la colonización americana con un objetivo prioritario: la evangelización de los indígenas.

Por su parte, el historiador argentino Félix Luna comentó una noticia difundida por la agencia oficial de noticias bajo el título «Se cumplen 513 años del mayor genocidio de la historia»:

Es sesgada y unilateral. Por supuesto que, al hablar de conquista, hubo violencia y crueldades, pero decir que fue el mayor genocidio de la historia es una exageración, y me asombra.

En el siglo XVI, pensadores mexicanos como Fernando de Alva Cortés Ixtlilxochitl cuestionó la crueldad de los conquistadores españoles con estas palabras: 

Hiciéronse este día (cuando fue tomada la ciudad), una de las mayores crueldades que sobre los desventurados mexicanos se han hecho en esta tierra. Era tanto el llanto de las mujeres y niños que quebraban los corazones de los hombres.

Otro texto mexicano del momento de la conquista afirma:

Todo lo cogieron, de todo se adueñaron, todo lo arrebataron como suyo, todo se apropiaron como si fuera su suerte. Y después que le fueron quitando a todo el oro, cuando se lo hubieron quitado, todo lo demás lo juntaron, lo acumularon en la medianía del patio, a medio patio: todo era pluma fina.

El debate en cuanto a la moralidad empleada en la conquista se produjo también en Europa. En el siglo XVI, Fray Bartolomé de las Casas denunció que los conquistadores y encomenderos estaban explotando bárbaramente a los pueblos originarios. No obstante, hubo quien afirmó que las afirmaciones de De las Casas eran falsas y que hacían parte de una leyenda negra antiespañola y anticatólica. Sin embargo, la Corona española tomó en cuenta las denuncias de De las Casas y sancionó en 1542 las Leyes Nuevas con la intención de proteger los derechos de los pobladores de América frente a conquistadores y encomenderos.

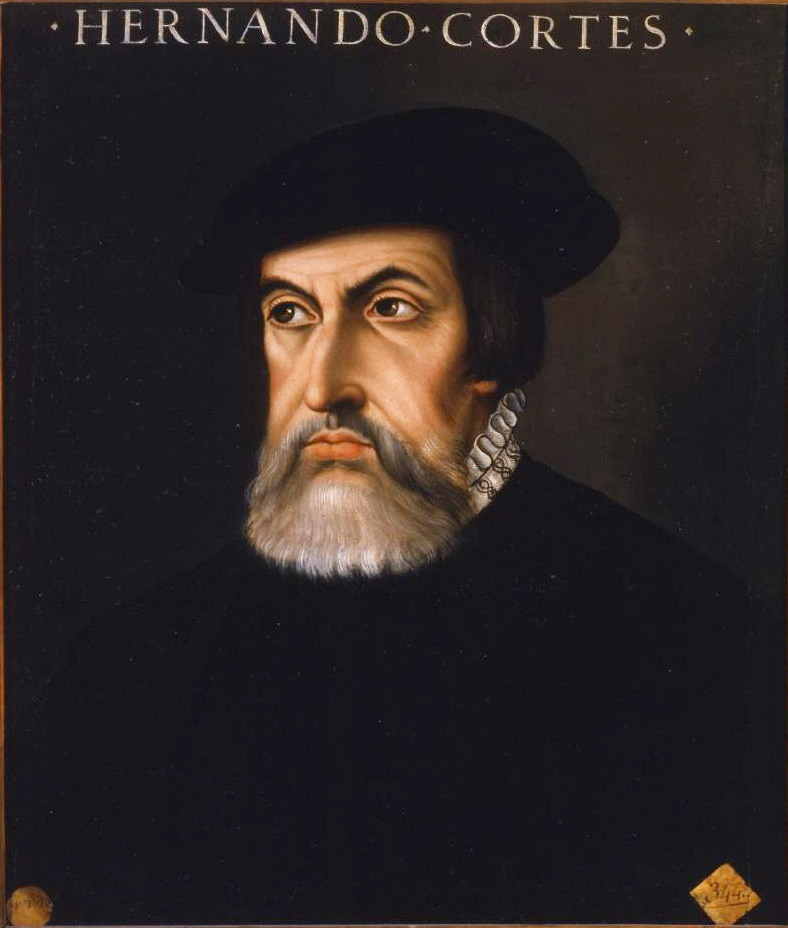
Hernán Cortés, conquistador del imperio Azteca.

El siguiente es un fragmento de la Brevísima relación de la destrucción de las Indias (wikisource) de Bartolomé de las Casas:

Daremos por cuenta muy cierta y verdadera que son muertas en los dichos cuarenta años por las dichas tiranías e infernales obras de los cristianos, injusta y tiránicamente, más de doce cuentos de ánimas, hombres y mujeres y niños; y en verdad que creo, sin pensar engañarme, que son más de quince cuentos. Dos maneras generales y principales han tenido los que allá han pasado, que se llaman cristianos, en estirpar y raer de la haz de la tierra a aquellas miserandas naciones. La una, por injustas, crueles, sangrientas y tiránicas guerras. La otra, después que han muerto todos los que podrían anhelar o sospirar o pensar en libertad, o en salir de los tormentos que padecen, como son todos los señores naturales y los hombres varones (porque comúnmente no dejan en las guerras a vida sino los mozos y mujeres), oprimiéndolos con la más dura, horrible y áspera servidumbre en que jamás hombres ni bestias pudieron ser puestas. A estas dos maneras de tiranía infernal se reducen e ser resuelven o subalternan como a géneros todas las otras diversas y varias de asolar aquellas gentes, que son infinitas.

Respecto a la Conquista de Yucatán (1527-1546), que forma parte del actual territorio de México, pero en el siglo XVI era un conjunto de señoríos o jurisdicciones independientes, fray Diego de Landa narra en sus manuscritos de Relación de las cosas de Yucatán (1566) el despoblamiento de las provincias:

Que los indios recibían pesadamente el yugo de la servidumbre, mas los españoles tenían bien repartidos los pueblos que abrazaban la tierra, aunque no faltaba entre los indios quien los alterase, sobre lo cual "se hicieron castigos muy crueles que fueron a causa de que apocase la gente". Quemaron vivos a algunos principales de la provincia de Cupul y ahorcaron a otros. Hízose información contra los de Yobain, pueblo de los cheles, y prendieron a la gente principal y, en cepos la metieron en una casa a la que prendieron fuego abrasándola viva con la mayor inhumanidad del mundo, y dice este Diego de Landa que él vio un gran árbol cerca del pueblo en el cual un capitán ahorcó muchas mujeres indias de las ramas y de los pies de ellas a los niños, sus hijos.

Que se alteraron los indios de la provincia de Cochua y Chectemal y los españoles los apaciguaron de tal manera que, "siendo esas dos provincias las más pobladas y llenas de gente, quedaron las mas desventuradas de toda aquella tierra". Hicieron (en los indios) crueldades inauditas cortando narices, brazos y piernas, y a las mujeres los pechos y las echaban en lagunas hondas con calabazas atadas a los pies; daban estocadas a los niños porque no andaban tanto como las madres, y si los llevaban en colleras y enfermaban, o no andaban tanto como los otros, cortábanles las cabezas por no pararse a soltarlos. Y trajeron gran número de mujeres y hombres cautivos para su servicio con semejantes tratamientos. Se afirma que don Francisco de Montejo no hizo ninguna de estas crueldades ni se halló en ellas, antes bien le parecieron muy mal, pero que no pudo (evitarlas).

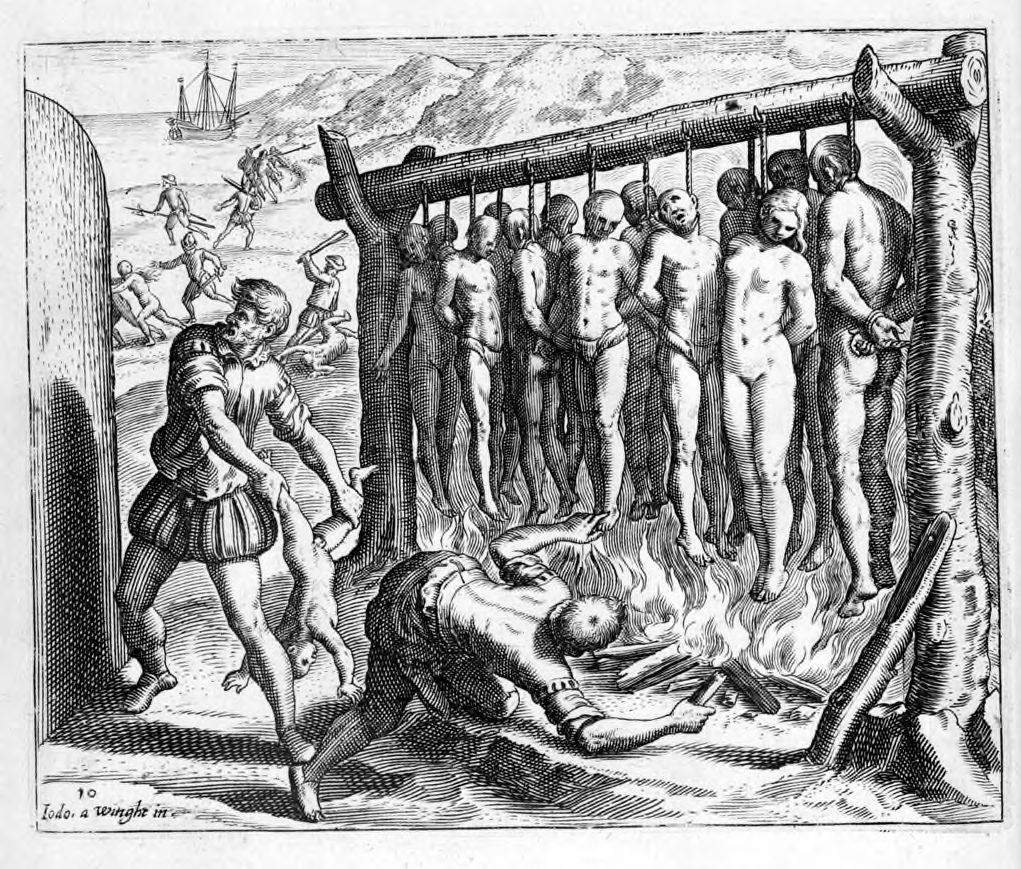
Una ilustración del siglo XVI diseñada por Theodor de Bry para el libro de Bartolomé de las Casas Brevisima relación de la destrucción de las Indias, mostrando el genocidio durante la llamada Conquista del "Nuevo Mundo".

En 1615 Felipe Guamán Poma de Ayala envío un relato de 1200 páginas, denominado Primer nueva corónica y buen gobierno, al Rey de España. Guamán era un antiguo miembro de la nobleza incaica que se quejó en los años de su vejez por haber ayudado a los conquistadores y que quiso informar al Rey de todos los problemas. Su crónica contenía la historia de los incas, su conquista y el maltrato a los indígenas. El libro se perdió hasta 1908 cuando apareció en la librería privada de la Casa Real de Dinamarca.[cita requerida]
España, en algunos casos utilizó métodos excesivamente violentos para reprimir la oposición de los pueblos originarios en sus tierras. Caupolicán, el toqui mapuche que lideró la resistencia contra la invasión española, fue ejecutado por medio del empalamiento. Túpac Amaru II que guio un levantamiento inca en 1780 fue ejecutado luego de ser obligado a presenciar la tortura y la ejecución de su esposa e hijo; luego se le cortó la lengua y fue atado a cuatro caballos con la intención de descuartizarlo, tarea que finalmente fue realizada con hachas Algunos sectores cuestionan estas ejecuciones calificándolas como métodos bárbaros destinados a infundir el terror entre los indígenas, mientras que otros sostienen que se trataba de excesos de violencia que el rey de España no aprobaba. 
Algunos investigadores han considerado que los relatos sobre los abusos y los excesos cometidos por los conquistadores españoles fueron utilizados por las potencias europeas protestantes y rivales de España para crear una leyenda negra antiespañola y anticatólica. Otros, en cambio, dada la existencia de una supuesta leyenda negra, inventaron una leyenda blanca de sentido opuesto, con el fin de presentar la acción de los conquistadores como civilizada y cristiana.
En el verano de 1550, el concejo del rey de España discutió acerca de estos temas, en la llamada Junta de Valladolid. El humanistaaristoteliano Juan Ginés de Sepúlveda afirmó que los indígenas eran «esclavos naturales» tal como Aristóteles los había definido en la frase, «bárbaros inhumanos que pensaban que la ofrenda más grande que ellos le podían dar a Dios era su corazón humano». Incluso sus brillantes artes, escultura y arquitectura no eran, para Sepúlveda prueba de su civilización, «por cuanto ni las abejas ni las arañas realizan obras que los humanos no puedan imitar».
El fraile dominicano defensor de los derechos indígenas[cita requerida], Bartolomé de las Casas, trajo al concejo un vasto expediente, un reportaje de primera mano sobre las crueldades[cita requerida] que los conquistadores estaban realizando en América, en defensa de la humanidad de los indígenas. Aquel día afirmó que: «Todo el mundo es humano», De las Casas, sin embargo aceptaba como legítima la esclavitud de hombres y mujeres de África. Algunos investigadores[¿quién?] reconocen en Bartolomé de las Casas un precursor de los derechos humanos que comenzarían a ser reconocidos a partir del siglo XVIII, mientras que otros sostienen que De las Casas falseaba los hechos por lo que se creó la llamada leyenda negra antiespañola y anticatólica.
El rey de España ordenó que la conquista se detuviera mientras que se investigara más detalladamente (Ver Junta de Valladolid). Finalmente, el Rey de España aceptó[cita requerida] que los indígenas eran seres humanos, pero disminuidos en sus facultades[cita requerida], por lo que les denominó "encomendados" a los españoles, conformó un régimen de tipo servil[cita requerida], fundado en el trabajo forzado[cita requerida] y el abuso sexual contra las mujeres[cita requerida].
Mancio Serra de Leguizamón, uno de los conquistadores del Perú,cuando estuvo a punto de morir, expresó un lamento profundo por la injusta destrucción de la sociedad inca: «Y que se me dio la figura del sol que era de oro y los incas guardaban en la Casa del Sol, que ahora es el convento de Santo Domingo y donde practicaban la idolatría, que yo creo que valía unos dos mil pesos [...]. Y deseo que mis testamentarios registren esa suma para la paz de mi conciencia y paguen esa suma exacta de mi patrimonio». Además, españoles como Sahagún, se enamoraron de la cultura azteca, y aún entre los conquistadores como Bernal Díaz, quien marchó con Cortés, se conmovieron hasta comparar la tragedia de México con la Caída de Troya. Los investigadores que se oponen a las visiones indigenistas están convencido de que los indígenas aceptaron voluntariamente la cultura española y que las mujeres mantuvieron voluntariamente relaciones sexuales con los conquistadores dando origen a una nueva etnia de criollos y mestizos.[cita requerida]

### Hallazgo de personas empaladas y estranguladas durante la conquista
En 2007 se encontraron accidentalmente los restos de 70 personas cerca de la ciudad de Lima, los cuales fueron registrados por los arqueólogos como fallecidos durante 1536. Además, junto con los cadáveres se descubrieron restos de armamento europeo, y evidencias de que muchos de ellos fueron empalados o estrangulados. Todavía no se ha definido si se trata de colonizadores o colonizados, pero el hallazgo corresponde cronológicamente al período de la defensa de la ciudad colonial de Lima fundada por Francisco Pizarro y por las fuerzas militares del Imperio inca. No cabe duda de que han sido una de las primeras evidencias arqueológicas de como se desenvolvieron algunos eventos militares de la conquista del Nuevo Mundo.

### Opiniones de intelectuales sobre la conquista de América
- Aime Cesaire

¿Adónde quiero llegar? A esta idea: que nadie coloniza inocentemente, que tampoco nadie coloniza impunemente; que una nación que coloniza, que una civilización que justifica la colonización y, por lo tanto, la fuerza, ya es una civilización enferma, moralmente herida, que irresistiblemente, de consecuencia en consecuencia, de negación en negación, llama a su Hitler, quiero decir, su castigo. 
Colonización: cabeza de puente de la barbarie en una civilización, de la cual puede llegar en cualquier momento la pura y simple negación de la civilización...
Entre colonizador y colonizado solo hay lugar para el trabajo forzoso, para la intimidación, para la presión, para la policía, para el tributo, para el robo, para la violación, para la cultura impuesta, para el desprecio, para la desconfianza, para la morgue, para la presunción, para la grosería, para las elites descerebradas, para las masas envilecidas. 
Ningún contacto humano, solo relaciones de dominación y de sumisión que transforman al hombre colonizador en vigilante, en suboficial, en cómitre, en fusta, y al hombre nativo en instrumento de producción.

- Bartolomé de las Casas

Más han muerto los españoles dentro de los doce años dichos en las dichas cuatrocientas y cincuenta leguas, a cuchillos y a lanzadas y quemándolos vivos, mujeres y niños y mozos y viejos, de cuatro cuentos de ánimas, mientras que duraron (como dicho es) lo que ellos llaman conquistas, siendo invasiones violentas de crueles tiranos, condenadas no sólo por la ley de Dios, pero por todas las leyes humanas, como lo son, y muy peores que las que hace el turco para destruir la Iglesia cristiana. Y esto sin los que han muerto y matan cada día en la susodicha tiránica servidumbre, vejaciones y opresiones cotidianas.

- Elvira Roca Barea:

Las únicas leyes de protección a indígenas que ha habido en América son las que los españoles escribieron.

- Carlos Fuentes:

La conquista de los pueblos no-europeos admitió a éstos en la historia universal, pero a condición de dejarse colonizar, es decir, *civilizar*, es decir —sin comillas— explotar.

- Eduardo Galeano:

Al cabo de cinco siglos de negocio de toda la cristiandad, ha sido aniquilada una tercera parte de las selvas americanas, está yerma mucha tierra que fue fértil y más de la mitad de la población come salteado. Los indios, víctimas del más gigantesco despojo de la historia universal, siguen sufriendo la usurpación de los últimos restos de sus tierras y siguen condenados a la negación de su identidad diferente. Se les sigue prohibiendo vivir a su modo y manera, se les sigue negando el derecho de ser.

Al principio, el saqueo y el otrocidio fueron ejecutados en nombre del Dios de los cielos. Ahora se cumplen en nombre del dios del Progreso. Sin embargo, en esa identidad prohibida y despreciada fulguran todavía algunas claves de otra América posible.

América, ciega de racismo, no las ve.

- Miguel León-Portilla:

Yo fui coordinador de la comisión mexicana del V centenario. La delegación de mi país no era partidaria de hablar del descubrimiento de América, porque prefería hablar de encuentro entre los indios mexicanos. Hubo al principio choques, violencia, confrontación, y a la larga nos hemos fundido unos y otros. Mucha gente prefiere utilizar el término invasión, mejor que el de conquista. Yo escribí Visión de los vencidos, traducido a 16 idiomas, que es la relación indígena de la conquista. En México el tema de la conquista ha sido en muchas ocasiones muy álgido. Poco a poco vamos asimilando este hecho.

Es cierto que estas preguntas no podrán contestarse en todos los casos. Mas, por lo menos, habrá algunas respuestas, tratándose de las culturas indígenas que alcanzaron mayor desarrollo. Sus textos y pinturas por una parte, y las relaciones españolas por otra, constituirán las dos caras distintas del espejo histórico en el que se refleja la Conquista. Como es natural, las imágenes logradas por mesoamericanos y españoles mostrarán grandes variantes. No obstante condenaciones e 
incomprensiones mutuas, en el fondo ambos tipos de imágenes son intensamente humanas. En cuanto tales, deberán estudiarse sin prejuicio. Porque, su examen sereno, mas allá de fobias y fílias, ayudará a comprender la raíz del México actual, consecuencia viviente del encuentro violento de esos dos mundos.

- Pablo Neruda:

III. Los conquistadores

¡Ccollanan Pachacutec! ¡Ricuy

anceacunac yahuarniy richacaucuta!

TUPAC AMARU!

I.

Vienen por las islas (1493)

Los carniceros desolaron las islas.

Guanahaní fue la primera

en esta historia de martirios.

Los hijos de la arcilla vieron rota

su sonrisa, golpeada

su frágil estatura de venados,

y aún en la muerte no entendían.

Fueron amarrados y heridos,

fueron quemados y abrasados,

fueron mordidos y enterrados.

- Octavio Paz:

“No todo fue horror: sobre las ruinas del mundo precolombino los españoles y los portugueses levantaron una construcción histórica grandiosa que, en sus grandes trazos, todavía está en pie. Unieron a muchos pueblos que hablaban lenguas diferentes, adoraban dioses distintos, guerreaban entre ellos o se desconocían. Los unieron a través de leyes e instituciones jurídicas y políticas pero, sobre todo, por la lengua, la cultura y la religión. Sí las pérdidas fueron enormes, las ganancias han sido inmensas.

Para juzgar con equidad la obra de los españoles en México hay que subrayar que sin ellos –quiero decir: sin la religión católica y la cultura que implantaron en nuestro país- no seríamos lo que somos. Seríamos, probablemente, un conjunto de pueblos divididos por creencias, lenguas y culturas distintas”.

- Abel Posse:

Más que un genocidio, lo grave de la Conquista fue el teocidio.

- Mario Vargas Llosa:

El quinto centenario va a dar origen a muchos discursos. Va a haber efusiones retóricas en todo el mundo hispánico, interminables, pero me temo mucho que buena parte de la celebración se quede en las efusiones retóricas. Me temo que en América Latina resuciten viejas controversias totalmente apolilladas como las del indigenismo y el hispanismo. Que comiencen a cobrarse cuentas a los conquistadores por las destrucciones y asesinatos y que se pierda la oportunidad para algo que debiera ser una celebración creativa, por ejemplo, la lucha contra los nacionalismos en América Latina que es una de las batallas que todavía hay que librar.